# Ерзјански језик
Ерзјански језик (ерз. эрзянь кель) је мордовски језик, који се говори у Русији, углавном у Републици Мордовији и у суседним републикама и областима Русије као и у бившим земљама Совјетског Савеза, где живе припадници етничке заједнице Мордвини (Мордовци, Мордва).
Говори га око 260.000 људи. Спада у мордовске језике, заједно с мокшанским језиком. Та два језика су врло повезана и слична, али се ипак разликују по фонетици, морфологији и речнику.
Ерзјански језик пише се ћирилицом, без икаквих измена у односу на варијанту ћириличног писма коју користи руски језик. У Мордовији, ерзјански језик је званични језик, заједно с мокшанским и руским језиком.